# Eduard-Anthes-Preis
Der Eduard-Anthes-Preis für herausragende wissenschaftliche Arbeiten, die archäologische Themen aus dem Mittelgebirgsraum behandeln, wird vom Verein von Altertumsfreunden im Regierungsbezirk Darmstadt e. V. in Kooperation mit dem Hessischen Ministerium für Wissenschaft und Kunst und der hessenARCHÄOLOGIE alle zwei Jahre vergeben. Der Preis wurde 1984 gestiftet und ist nach dem Prähistoriker Eduard Anthes (1859–1922) benannt, der ab 1909 in Hessen-Darmstadt als Denkmalpfleger tätig war. Das Preisgeld beträgt (Stand 2019) 7500 Euro. Eine Selbstbewerbung ist möglich. Eine Jury bestimmt die Preisträger, die der Verein von Altertumsfreunden beruft.

## Preisträger
- 1985: Egon Schallmayer für „Das römische Dieburg und seine Gräberfelder“
- 1987: Holger Göldner für „Studien zu rhein- und moselfränkischen Bügelfibeln“
- 1989: Karin Terberger für „Das Lahntal-Paläolithikum“
- 1991: Ronald Heynowski für seine Dissertation „Eisenzeitlicher Trachtschmuck in der Mittelgebirgszone zwischen Rhein und Thüringer Becken“
- 1993: Svend Hansen für „Studien zu den Metalldeponierungen während der älteren Urnenfeldzeit zwischen Rhônetal und Karpatenbecken“
- 1995: Bernd Steidl für „Die Wetterau vom 3. bis 5. Jahrhundert n. Chr.“
- 1997: Felix Teichner für „Die völkerwanderungszeitliche Siedlung mit Gräberfeld bei Kahl am Main“
- 1999: Ursula Eisenhauer für „Untersuchungen zur Siedlungs- und Kulturgeschichte des Mittelneolithikums in der Wetterau“
- 2001: Ulrike Ehmig für „Die römischen Amphoren aus Mainz“
- 2003: Kirsten Gebhard für „Die vorgeschichtliche Besiedlung des Kreises Groß-Gerau - Eine Studie zur Besiedlungsgeschichte des Hessischen Rieds“
- 2005: Stefan Hesse für „Die mittelalterliche Siedlung Vriemeensen im Rahmen der südniedersächsischen Wüstungsforschung unter besonderer Berücksichtigung der Problematik von Kleinadelssitzen“
- 2007: Markus Helfert für „Die Töpfereien im römischen vicus von Groß-Gerau 'Auf Esch'. Archäologische archäometrische Untersuchungen zur Keramikproduktion im Kastellvicus“ und
0000: Carsten Wenzel für „Der römische vicus von Groß-Gerau 'Auf Esch'. Die Baubefunde des Kastellvicus und der Siedlung des 1. bis 3. Jahrhunderts.“
- 2009: Kerstin Schierhold für „Studien zur hessisch-westfälischen Megalithik. Forschungsstand und -perspektiven unter Berücksichtigung des europäischen Kontextes“ (Dissertation am Historischen Seminar Abteilung für Ur- und Frühgeschichtliche Archäologie an der Westfälischen Wilhelms-Universität Münster, 2008, bei Albrecht Jockenhövel)
- 2012: David Hissnauer für „Ein Werkstattbereich des 3. Jahrhunderts nach Christus der römischen Sigillata-Töpfereien von Rheinzabern“ (Dissertation am Archäologischen Institut der Universität zu Köln 2011 bei Thomas Fischer)
- 2014: Eveline Saal für „Das merowingerzeitliche Gräberfeld in Rhens, Landkreis Mayen-Koblenz. Beiträge zur frühmittelalterlichen Chronologie und Siedlungsgeschichte an Mittelrhein und unterer Mosel“ (Dissertation an der Philipps-Universität Marburg 2012 bei Horst Wolfgang Böhme)
- 2015: Petra Eisenach für „Späteisenzeitliche bis frühkaiserzeitliche Siedlungsspuren auf der Amöneburg“
- 2017: Eike Henning Michl für „Castellum, Curia, Palatium?! Die mittelalterliche Besiedlungsgeschichte eines mainfränkischen Zentralortes auf dem Kapellberg bei Gerolzhofen“ im Fach Archäologie des Mittelalters und der Neuzeit an der Otto-Friedrich-Universität Bamberg (Betreuer Ingolf Ericsson)[1]
- 2019: Clarissa Agricola für ihre Dissertation „Der Wert des Besonderen - Römische und germanische Terra Nigra des 3. bis 5. Jh. Chr.“
- 2021: Ferdinand Heimerl für seine Dissertation „Das römische Beda/Bitburg. Kaiserzeitlicher vicus, spätantike Befestigung und Bestattungen“
- 2023: Jan Christoph Breitwieser für seine Dissertation „Frankfurt am Main-Harheim – Die hallstattzeitlichen Gräberfelder“ (Dissertation an der Johann Wolfgang Goethe-Universität Frankfurt am Main 2021 bei Susanne Sievers)[2]

## Belege
1. ↑  Eduard-Anthes-Preis 2017 für Bamberger Archäologen, Universität Bamberg vom 24. April 2017, abgerufen am 7. März 2022
2. ↑  Thomas Becker, Lars Görze: Eduard-Anthes-Preis 2023. In: Landesamt für Denkmalpflege Hessen (Hg.): Denkmal Hessen 2024/1. ISSN 2747-4542, S. 62f.